# Xã Matfield, Quận Chase, Kansas
Xã Matfield (tiếng Anh: Matfield Township) là một xã thuộc quận Chase, tiểu bang Kansas, Hoa Kỳ. Năm 2010, dân số của xã này là 119 người.